# Гвюдні Йоуганнессон
Гвюдні Торлаціус Йоуганнессон (нар. 26 червня 1968) — ісландський історик і викладач в Університеті Ісландії, президент країни (2016—2024).

## Раннє життя та освіта
Гвюдні закінчив гімназію Рейк'явіка 1987 року та здобув ступінь бакалавра історії й політології у Ворицькому університеті в Англії 1991 року, а згодом і ступінь магістра історії в Університеті Ісландії в 1997 році. Через два роки він отримав ступінь магістра історії в університеті Оксфорда. У 2003 році він здобув докторський ступінь історії в Університеті королеви Марії в Лондоні.

## Кар'єра
Гвюдні працював викладачем в Університеті Ісландії, Університеті Бівроста й Університеті Лондона. Нині він працює старшим викладачем історії в Університеті Ісландії. Галуззю його досліджень є сучасна історія Ісландії. Він опублікував низку робіт, в тому числі на тему Тріскових воєн, Фінансової кризи 2008—2011 років та щодо проблематики ісландського президентства. Він також написав книгу про президентство Крістьяна Елд'ярна.

### Президент Ісландії
Гвюдні вирішив балотуватися на посаду президента 5 травня 2016 року. Його платформа базувалась на підтримці громадянської ініціативи референдуму в Конституції. Вже ранні соціологічні опитування показували значну підтримку Гвюдні, а рішення чинного президента Оулавюра Рагнара Грімссона вийти з президентської гонки зробило Гвюдні фаворитом кампанії.  Його було обрано президентом 25 червня 2016 року після отримання кваліфікаційної більшості голосів — 39,1 %. Його каденція почалась офіційно 1 серпня 2016 року. 48-річний Гвюдні є наймолодшим обраним президентом Ісландії.
Гвюдні не є членом жодної політичної партії Ісландії. Описуючи себе, він заявив, що через відсутність політичної заангажованості він буде «менш політичним президентом», на відміну від свого попередника Оулавюра Рагнара Грімссона. Гвюдні підкреслив важливість єдності для малої скандинавської країни.
28 червня 2020 року Гвюдні було переобрано на посаду президента, його підтримали 92,2 % виборців.

## Особисте життя

### Релігійні переконання
Гвюдні стоїть поза релігією, але зростав у католицькій вірі. Він залишив католицьку церкву після повідомлень про сексуальні зловживання католицьких священників. Зараз він переконаний, що його кредо — це Загальна декларація прав людини, коли «люди народжуються вільними і рівними у своїй гідності та правах. Люди наділені розумом і совістю і повинні діяти в дусі братерства по відношенню один до одного».

### Родина
Гвюдні є сином вчительки і журналіста Маргрет Торлаціус (Margrét Thorlacius) та викладача фізкультури і тренера Йоуганнеса Саймюндссона (Jóhannes Sæmundsson). Його батько помер від раку в 42-річному віці. Він має двох братів — Патрекура, колишнього гравця Ісландської національної гандбольної команди, який нині є тренером збірної Національної гандбольної команди Австрії, та Йоуганнеса, який працює системним аналітиком.
2004 року Йоуганнессон одружився з громадянкою Канади Елізою Рід, вони мають четверо дітей. Вони познайомились під час навчання у Британії, 2003 року переїхавши до Ісландії. Пані Рід стане першою леді Ісландії, коли Гвюдні буде приведений до присяги. У Гвюдні є також дочка від попереднього шлюбу.